# Massage érotique
 (mars 2013).
Améliorez-le ou discutez des points à vérifier. 

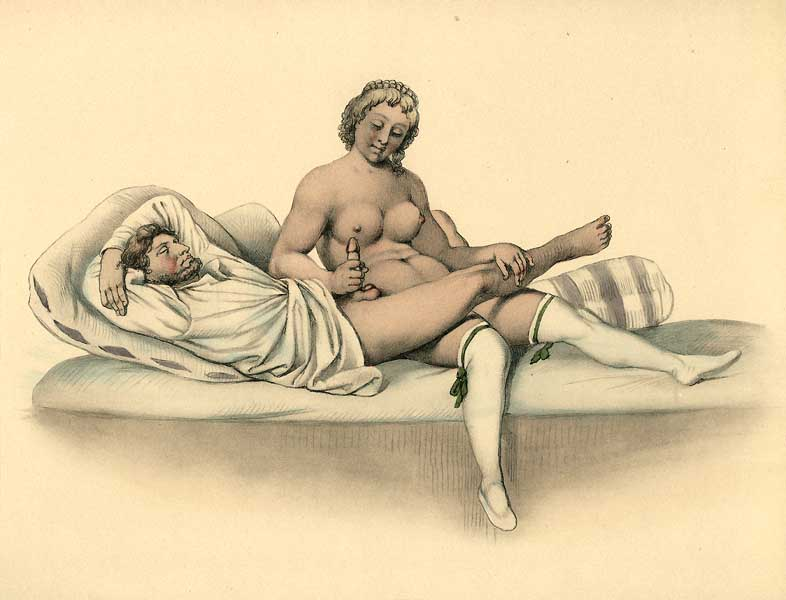
Aquarelle montrant une femme masturbant un homme. Aquarelle réalisée par Johann Nepomuk Geiger en 1840.

Les massages érotiques sont l'utilisation de techniques de massages à des fins érotiques. Les parties du corps telles que l'aine et les parties intimes, qui sont peu sollicitées lors d'un massage thérapeutique, le sont ici beaucoup plus dans le but d'accroître l'excitation sexuelle.

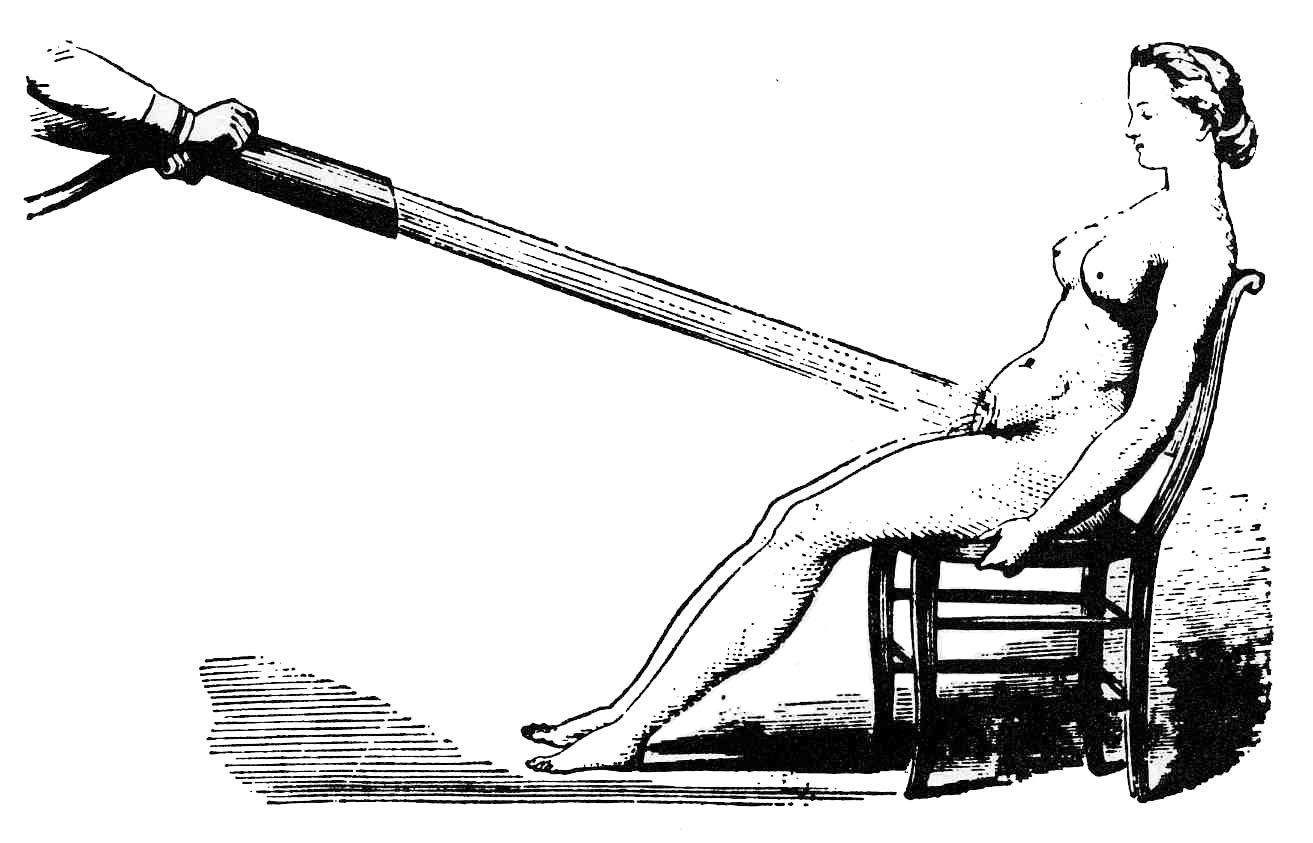
Dessin montrant une femme recevant une douche pelvienne.

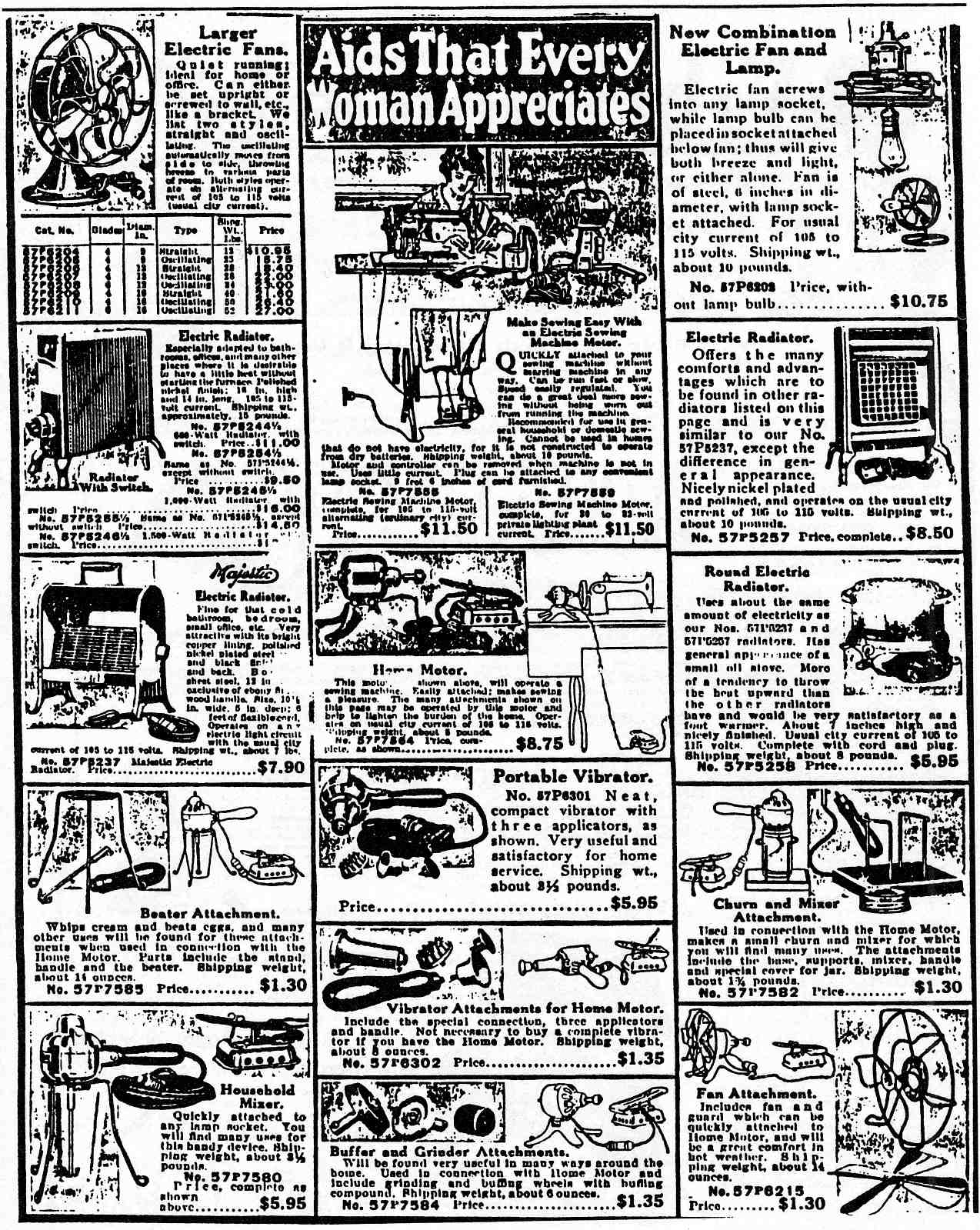
Dans le bas de cette page apparaissent quelques modèles de vibromasseurs.

Le massage érotique est utilisé pour stimuler la libido ou pour permettre à un individu de répondre plus convenablement[évasif] au stimulus sensuel. Il constitue aussi une forme de préliminaire sans orgasme dans le but d'augmenter la sensibilité d'un individu avant toute autre pratique d'excitation sexuelle. Ces méthodes servent à apprendre au patient à faire circuler de l'énergie et à décontracter la musculature du bassin osseux et ainsi, prolonger et accroître l'excitation sexuelle.[réf. nécessaire]

## Prostitution
Cette pratique est proposée par des salons de massages spécialisés, n'ayant pas de vocation thérapeutique. Dans ce cas, le massage érotique constitue une forme de travail du sexe. La « finition », optionnelle (donc « facturée » en sus), se fait soit par une masturbation du massé (on parle alors de « finition manuelle ») soit par une fellation sur le massé (on parle alors de « finition buccale »). Dans certains cas, le massage érotique peut même être complété par une relation sexuelle complète incluant une pénétration.
Nous retrouvons différentes formes de massages érotiques, telle que le Nuru massage, ou le soapy massage.